# バニリン酸
バニリン酸（バニリンさん、4-ヒドロキシ-3-メトキシ安息香酸）はジヒドロキシ安息香酸の誘導体の一種であり、バニロイド類の一種でもある。化学式はC8H8O4。バニリンの酸化により得られる。また、フェルラ酸からバニリンを製造する際の中間体として存在する。

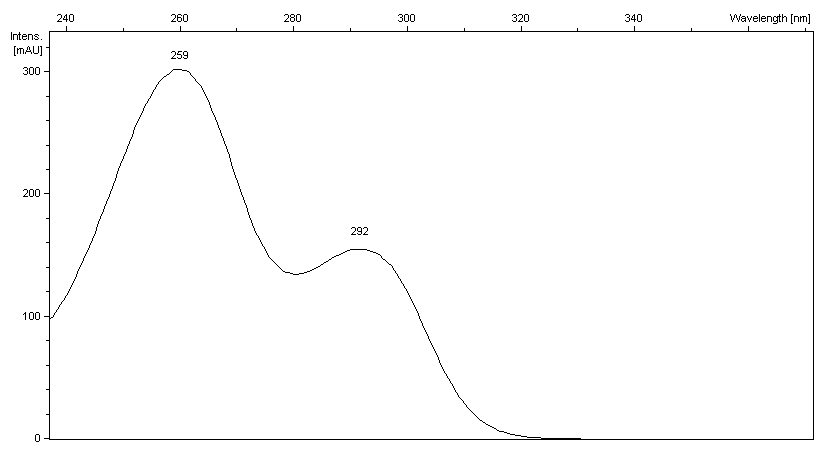
バニリン酸の紫外可視スペクトル

## 自然界での存在
漢方薬としても使われるトウキ (Angelica sinensis) の根に多く含まれることが知られている。アサイー油にも豊富に含まれる(1,616 +/- 94 mg/kg)。研究の結果、麦味噌や泡盛の香りを特徴づける成分であることが分かってきている。

## 代謝
バニリン酸は、ヒトが緑茶を飲用した際の茶カテキンの代謝生成物の一つである。